# ويلفريد كانغا
ويلفريد كانغا (بالفرنسية: Wilfried Kanga)‏ هو لاعب كرة قدم فرنسي في مركز الهجوم، ولد في 21 فبراير 1998 في مونتروي في فرنسا. لعب مع نادي كريتيل.

## وصلات خارجية
- ويلفريد كانغا على موقع اتحاد تركيا (لاعب) (الإنجليزية)
- ويلفريد كانغا على موقع رابطة كرة القدم الفرنسية للمحترفين (الإنجليزية)
- ويلفريد كانغا على موقع قاعدة بيانات كرة القدم.إي يو (الإنجليزية)
- ويلفريد كانغا على موقع ليكيب (الفرنسية)
- ويلفريد كانغا على موقع Soccerbase.com (لاعب) (الإنجليزية)
- ويلفريد كانغا على موقع Soccerway.com (الإنجليزية)
- ويلفريد كانغا على موقع عالم كرة القدم.نت (الإنجليزية)